# Teddy Kollek
Theodor (Teddy) Kollek (n. 27 mai 1911, Nagyvázsony, Austro-Ungaria – d. 2 ianuarie 2007, Ierusalim, Palestina) a fost un om politic social-democrat israelian, născut în Austro-Ungaria, primarul Ierusalimului între anii 1965-1993

## Biografie
Theodor Kollek s-a născut într-o familie de evrei austro-ungari, Alfred Kollek, și Margaret născută Fleischer, primindu-și numele în amintirea întemeietorului sionismului, Theodor Herzl. 
El a crescut la Viena, fiind educat în limba germană.
În anul 1935 s-a stabilit cu familia în Palestina, unde s-a numărat în anul 1937 printre fondatorii kibuțului Ein Gev de pe malul lacului Tiberiada (Kineret).
În același an el s-a căsătorit cu Tamar (Anna Helena) Schwarz, fiica rabinului și codicologului Arthur Zacharias Schwarz.
În anul 1938 a fost trimis de mișcarea de pionierat sionist „Hehalutz” în Anglia și a izbutit să obțină eliberarea a 3,000 de tineri evrei care se aflau în lagăre de concentrare în Germania nazistă și transferarea lor în Anglia. În cursul celui de al Doilea Război Mondial, Kollek a îndeplinit funcții însemnate în departamentul politic al Agenției Evreiești, inclusiv stabilirea de legături cu unii funcționari importanți din aparatul administrativ nazist pentru a salva evrei și a încerca aducerea lor în Palestina.
El a devenit unul din colaboratorii apropiați ai lui David Ben Gurion și a activat in cadrul guvernelor Israelului între anii 1952-1965.
În anul 1944, Kollek a fost numit șef al „Departamentului de misiuni speciale” al Agenției Evreiești. În virtutea acestei funcții, în cursul politicii numită „Sezon” a conducerii Haganei, Kollek a furnizat serviciului britanic de informații MI5 detalii asupra activității membrilor organizațiilor paramilitare evreiești rivale cu profil naționalist Etzel (Irgun) și Lehi (Grupul Stern) și care s-au revoltat împotriva autorităților mandatare britanice în Palestina.   La fel au procedat și predecesorul său în această funcție, Reuven Shiloah, și cel ce i-a succedat, Zeev Sherf.
În anii 1952-1964 Kollek a îndeplinit funcția de director al Oficiului Primului Ministru. În această calitate a acționat pentru fondarea Muzeului Israel din Ierusalim.
În anul 1965 Kollek i-a urmat lui Mordehay Ish-Shalom în postul de primar al Ierusalimului de vest. După iunie 1967 când, în cursul Războiului de Șase Zile Israelul a cucerit și partea de est a orașului, el a devenit primar al întregului oraș, vreme de încă 26 de ani, fiind reales în anii 1969,1973,1978.1983 și 1989.   
Activitatea sa a marcat profund modernizarea Ierusalimului. 
În anul 1993, la vârsta de 82 de ani, a pierdut alegerile în favoarea candidatului partidului conservator Likud, Ehud Olmert.

## Premii și distincții
- 1985 - Premiul pentru pace al librarilor germani
- 1988 - Premiul Israel, premiul de stat al Israelului, pentru contribuția sa deosebită adusă societății și Statului Israel
- 1988 - Premiul Four Freedom pentru libertatea cultelor
- 1997 - Premiul pentru toleranță al Academiei Europene de Științe și Arte
- 2001 - Cetățean de onoare al orașului Viena

## In Memoriam
- În cinstea sa a fost denumit Stadionul Teddy din cartierul Malha al Ierusalimului, stadion oficial al cluburilor de fotbal Beitar Ierusalim, Hapo'el Ierusalim și Hapo'el Katamon Ierusalim. Kollek a făcut eforturi pentru ridicarea acestui stadion, după ce nu a reușit să înființeze un stadion municipal în inima cartierului vechi Katamon, pe locul terenului sportiv Hapo'el.
- 2012 - Poșta israeliană a emis un timbru poștal în amintirea sa , creație a lui David Harel
- Numele său a fost dat și școlii medii din cartierul Pisgat Zeev din nordul Ierusalimului și Fântânii Teddy din Ierusalim
- La 23 mai 2013 a fost inaugurat în fața Porții Jaffa a Orașului Vechi al Ierusalimului un parc public numit Parcul Teddy.